# 十月鎮區 (彼爾姆邊疆區)

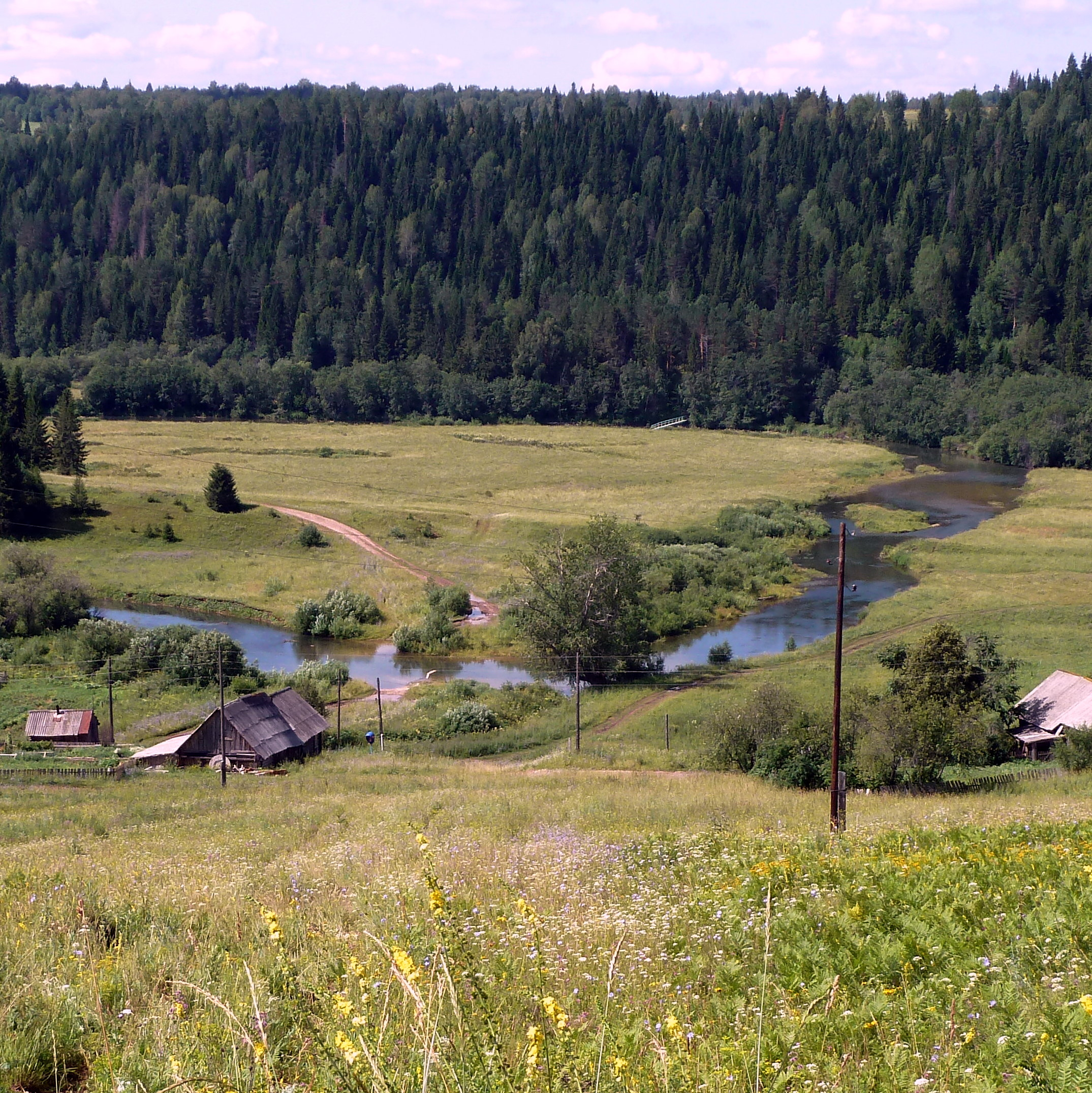

56°31′08″N 57°12′50″E / 56.519°N 57.214°E
十月鎮區（俄语：Октябрьский район），是俄羅斯的一個區，位於該國中西部，由彼爾姆邊疆區負責管轄，始建於1931年6月10日，面積3,444平方公里，2010年人口30,441，人口密度每平方公里8.84人。